# Lampona lomond
Lampona lomond là một loài nhện trong họ Lamponidae. Loài này được phát hiện ở het zuidoosten van Australië en Tasmanië.